# محسن میرابی
محسن میرابی (انگلیسی: Mohsen Mirabi؛ زاده ۸ اوت ۱۹۸۶) یک بازیکن فوتبال اهل ایران  و در مقطعی مالک موقت ملوان بندرانزلی بود.